# ارتش هفدهم (ورماخت)
ارتش هفدهم (به آلمانی: 17. Armee) یکی از ارتش‌های میدانی وابسته به ارتش آلمان نازی (ورماخت) در جنگ جهانی دوم بود.

## فرماندهان
- کارل-هاینریش فون اشتولپ‌ناگل
- هرمان هوت
- هانس فون زالموت
- ریشارد روف
- اروین ینکه
- فردیناند شورنر
- کارل آلمندیگر
- فریدریش شولتز
- ویلهلم هاسه